# Alirajpur
Alirajpur è una suddivisione dell'India, classificata come municipality, di 25.161 abitanti, capoluogo del distretto di Alirajpur, nello stato federato del Madhya Pradesh. In base al numero di abitanti la città rientra nella classe 
III (da 20.000 a 49.999 persone).

## Geografia fisica
La città è situata a 22° 18' 0 N e 74° 20' 60 E e ha un'altitudine di 296 m s.l.m..

## Società

### Evoluzione demografica
Al censimento del 2001 la popolazione di Alirajpur assommava a 25.161 persone, delle quali 13.191 maschi e 11.970 femmine. I bambini di età inferiore o uguale ai sei anni assommavano a 3.695, dei quali 1.936 maschi e 1.759 femmine. Infine, coloro che erano in grado di saper almeno leggere e scrivere erano 16.774, dei quali 9.772 maschi e 7.002 femmine.